# Jim McAlister
Jimmy "Jim" McAlister (Seattle; 4 de mayo de 1957) es un exfutbolista estadounidense que jugó como defensa.

## Selección nacional
Debutó como internacional de Estados Unidos en la derrota del 18 de septiembre de 1977 ante Guatemala. Jugó solo esporádicamente durante los dos años siguientes, y su último partido fue en la derrota del 11 de febrero de 1979 ante la Unión Soviética.

## Clubes
| Club                 | País           | Año       |
| -------------------- | -------------- | --------- |
| Seattle Sounders     | Estados Unidos | 1976-1979 |
| Buffalo Stallions    | Estados Unidos | 1979-1980 |
| Toronto Blizzard     | Canadá         | 1980      |
| San Jose Earthquakes | Estados Unidos | 1981-1983 |
| Tacoma Stars         | Estados Unidos | 1983-1986 |

## Palmarés

### Distinciones individuales
| Distinción                                        | Año  |
| ------------------------------------------------- | ---- |
| Novato del año de la North American Soccer League | 1977 |